# Hans Per Persson
Hans Per Persson, född 22 juni 1876 i Kanngårdarna, Hedby Djura församling, död där 19 maj 1959, var en svensk fotograf.
Hans Per Persson började tidigt hjälpa till i bruket av föräldrarnas gård och arbetade samtidigt med skogsarbete. Han intresserade sig dock för teckning och måleri, och 1894 begav han sig till Stockholm för att få konstnärsutbildning. Han fick anställning vid en såg vid Kungsbron samtidigt som han undervisades i teckning vid en aftonskola. Ganska snart fick han dock anställning hos fotograf Rasmus Ovesen, och kom att intressera sig för fotografering. Han fick goda vitsord men ekonomiska skäl tvingade honom att redan 1895 återvända till Djura i stället för att stanna som lärling. I Djura etablerade han en lite fotoateljé i hemgården. 1905–1918 innehade han en fotoateljé i Gagnef där han hade mottagning två gånger i månaden. Hans Per kom dock främst att intressera sig för natur- och kulturmiljöfotografering. Han utförde bland annat reportageresor för Svenska Trafikförbundet och Husmodern. Han arbetade som frilansfotograf för bland annat Husmodern, Svenska Journalen och Idun. Han anlitades även för bilder till olika broschyrer och turistreklam. Några av hans bilder användes i Karl-Erik Forsslunds Med Dalälven från källorna till havet.